# San Ildefonso (El Greco, Illescas)
San Ildefonso  es una obra de Doménikos Theotocópuli—el  Greco— realizada para el santuario de Nuestra Señora de la Caridad, en Illescas, donde ha permanecido in situ hasta la actualidad. En el primer inventario de bienes, realizado —en 1614— después de la muerte del Greco, consta un cuadro sobre este tema, que se repite —en 1621— en el segundo inventario.

## Introducción
El Greco, por mediación de Jorge Manuel Theotocópuli —su hijo— obtuvo en 1603 un contrato para realizar una serie de cuadros para la iglesia del hospital de la Caridad de Illescas. Es probable que este cuadro no estuviera dentro de dicho contrato, sino que fuera anterior, ya que no se menciona en los documentos del acuerdo. Posiblemente, la gran calidad de este lienzo decidió el contrato conseguido por Jorge Manuel. Lo que sí parece bastante claro es que esta obra se pintó para el lugar que actualmente ocupa.

## Tema de la obra
San Ildefonso de Toledo —patrón de Toledo— fue muy representado en la pintura de España de los siglos xvi y xvii, siendo la imposición de la casulla de manos de la Virgen María la escena más reproducida de su vida. En el presente lienzo, el Greco representa al santo en una escena más íntima e intelectual: sentado en su oratorio de la catedral de Toledo, en actitud de escribir su obra más importante: De virginitate Sanctae Mariae contra tres infideles, tratado en defensa de la virginidad de María, y buscando la inspiración en la imagen de la Virgen que tenía en su oratorio.
Además, intenta relacionar el tema del cuadro con el sitio donde lo va a colocar, ya que según cuenta la tradición, fue san Ildefonso el que trajo a la villa de Illescas la imagen de la Virgen de la Caridad, que poseía en su oratorio mientras era arzobispo de Toledo.

## Análisis de la obra

### Datos técnicos y registrales
- Realizado para el santuario de Nuestra Señora de la Caridad, de Illescas (Toledo), donde ha permanecido hasta la actualidad.
- Pintura al óleo sobre lienzo;
- Dimensiones: 187 x 102 cm;
- Fecha de realización:ca.1600-1603;
- Firmado en la parte inferior derecha, con letras griegas en cursiva marrón oscuro: δομήνικος θεοτοκóπουλος ε'ποíει;
- Catalogado por Wethey con el n º 23 y por Tizana Frati con la referencia 125-E.[6]

### Descripción de la obra
En este cuadro el pintor coloca al personaje en un escenario típico del siglo XVI. Gudiol destaca el carácter simpático y humano que el Greco supo dar a san Ildefonso, cuya delicadeza espiritual y bondad queda reflejada tanto en su rostro como en sus manos.
Destaca la captación del terciopelo rojo de la mesa y la luz intimista del cuadro con la utilización de colores muy matizados para acompañar la atmósfera. Los colores principales son el profundo y luminoso rojo del terciopelo, los dorados de la pasamanería y de las cenefas y el azul oscuro del vestido de Ildefonso, Sobre la pequeña imagen de la Virgen María cae un rayo de luz dorada. Con esta paleta tan limitada, el Greco consigue unos resultados mágicos.

## Estado de conservación

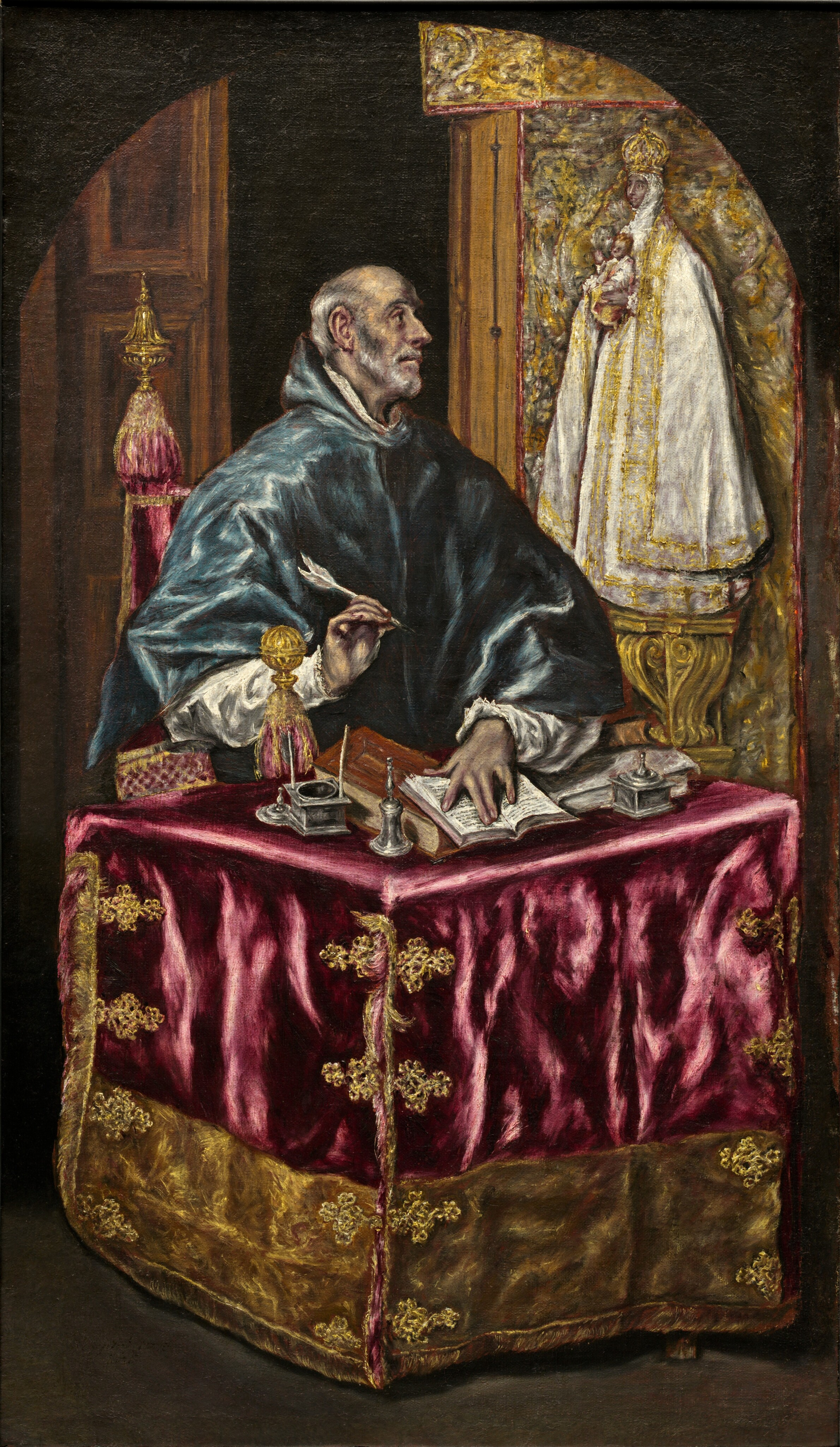
Copia en la Galería Nacional de Arte, de Washington

El estado de conservación es excelente, a pesar de la pérdida de la veladura de las manos, y del oscurecimiento del terciopelo de la mesa, en la parte inferior derecha.

## Copias
- Washington D. C., Galería Nacional de Arte (Accession Number 1937.1.83);[10]
- Óleo sobre lienzo; 112 x 65 cm (112 x 65.8 cm según la NGA);
- Fecha de realización: ca.1603-1614, según la NGA;
- Firma dudosa en la parte inferior izquierda, en letras cursivas griegas muy fragmentadas.

Además de la mala conservación de la superficie, la calidad corresponde a la de una copia rutinaria del taller del Greco. Quizás esta pieza corresponde a la anotada en el inventario-I, p-193, y en el inventario-II, n.º-15.